# Hontská župa (Československo)
Hontská župa (slovensky Hontianska župa) byla jedna ze žup, jednotek územní správy na Slovensku v rámci prvorepublikového Československa. Byla vytvořena při vzniku Československa vydělením z uherské Hontské župy. Existovala v letech 1918–1922, měla rozlohu 2 100 km² a jejím správním centrem byly Ipolské Šiahy (nyní Šahy).

## Historický vývoj
Po vyhlášení Martinské deklarace dne 30. října 1918, kterou se Slovensko vydělilo z Uherska a přičlenilo k nově vzniklému Československu, zůstalo slovenské území dočasně rozdělené na administrativní celky vytvořené Uherskem. Jedním z těchto celků byla Hontská župa, která vznikla vydělením větší, převážně severní části z původní uherské Hontské župy. V čele župy stál vládou jmenovaný župan, který disponoval všemi pravomocemi, zatímco samosprávná funkce župy byla potlačena.
Sídlo župy se nacházelo v Ipolských Šiahách.
Hontská župa existovala do 31. prosince 1922. K 1. lednu 1923 bylo na Slovensku vytvořeno nové župní zřízení, které bylo původně plánované pro celé Československo, nicméně realizováno bylo pouze právě na Slovensku.

## Geografie
Hontská župa se nacházela na jižním Slovensku. Na západě hraničila s Komárenskou a Tekovskou župou, na severu se Zvolenskou župou a na východě s Novohradskou župou. Jižní hranice župy byla zároveň státní hranicí s Maďarskem.

## Administrativní členění
V roce 1919 se Hontská župa členila na pět slúžňovských okresů: Bátovce, Krupina, Nekyje (nynější Vinica), Pastuchov (nynější Pastovce) a Ipoľské Šiahy (nynější Šahy). V oblasti Hontské župy se také nacházelo město Banská Štiavnica a Banská Belá, které však součástí župy nebylo a coby město s municipálním právem tvořilo samostatnou územněsprávní jednotku na úrovni župy.